# Buenamadre
Buenamadre – gmina w Hiszpanii, w prowincji Salamanka, w Kastylii i León, o powierzchni 59,24 km². W 2011 roku gmina liczyła 144 mieszkańców.